# Мольмерсвенде
Мольмерсвенде (нем. Molmerswende) — деревня в Германии, в земле Саксония-Анхальт. 
Входит в состав города Мансфельд района Мансфельд-Зюдхарц. Население составляет 256 человек (на 31 декабря 2006 года).
Впервые упоминается в 1136 году как Аферольдесвенде.
До 2009 года Мольмерсвенде имела статус общины (коммуны). Занимала площадь 4,06 км². 2 марта 2009 года вошла в состав города Мансфельд.

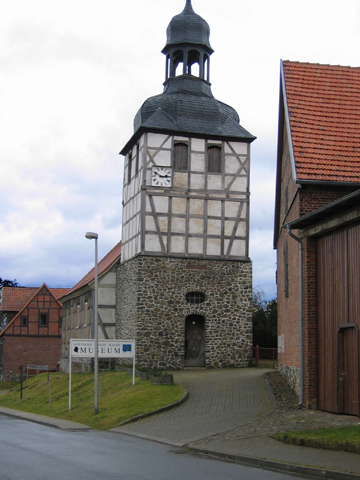
Церковь

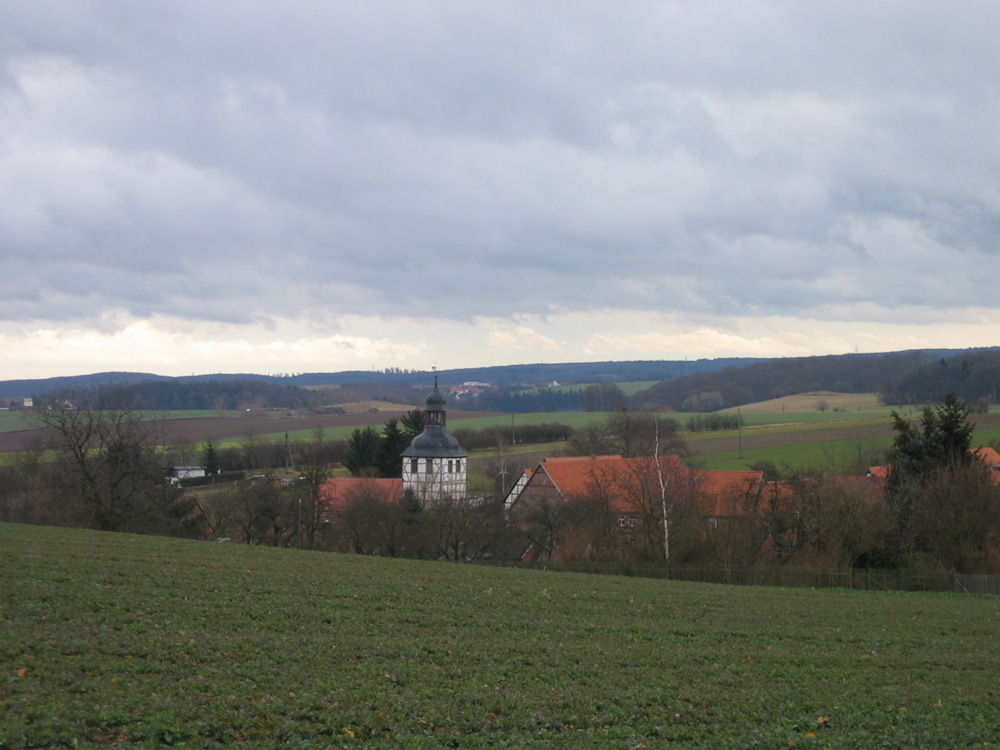
Мольмерсвенде

## Известные уроженцы
- Бюргер, Готфрид Август (1747—1794) — немецкий поэт.